# 熊本天草幹線道路
熊本天草幹線道路（くまもとあまくさかんせんどうろ）は、熊本県熊本市を起点とし同県天草市に至る延長70 kmの地域高規格道路（国道57号・国道266号・国道324号）である。1994年（平成6年）12月16日計画路線に指定された。
現在、三角大矢野道路・松島有料道路・松島有明道路・本渡道路の一部が第1種第3級の自動車専用道路として暫定2車線で開通している。※三角大矢野道路・本渡道路は完成2車線。

## 事業名

### 熊本宇土道路
熊本宇土道路（くまもとうとどうろ）は、熊本県熊本市南区海路口町から同県宇土市城塚町へ至る区間。
- 路線名：一般国道57号
- 起点：熊本県熊本市南区海路口町（海路口IC）
- 終点：熊本県宇土市城塚町（城塚IC）
- 延長：3.8 km
- 構造規格：第1種第3級
- 設計速度：80 km/h
- 車線数：完成4車線
- 幅員：20.5 m
- 整備主体：国土交通省九州地方整備局

### 宇土道路
宇土道路（うとどうろ）は、熊本県宇土市城塚町から同県同市上網田町へ至る区間。
- 路線名：一般国道57号
- 起点：熊本県宇土市城塚町（城塚IC）
- 終点：熊本県宇土市上網田町（網田IC）
- 延長：6.7 km
- 構造規格：第1種第3級
- 設計速度：80 km/h
- 車線数：完成2車線
- 幅員：12.0 m
- 整備主体：国土交通省九州地方整備局

### 宇土三角道路
宇土三角道路（うとみすみどうろ）は、熊本県宇土市上網田町から同県宇城市三角町へ至る区間。2021年度（令和3年度）に事業化された。
- 路線名：一般国道57号
- 起点：熊本県宇土市上網田町（網田IC）
- 終点：熊本県宇城市三角町（みすみIC）
- 延長：13.5 km
- 構造規格：第1種第3級
- 設計速度：80 km/h
- 車線数：完成2車線
- 幅員：12.0 m
- 整備主体：国土交通省九州地方整備局

### 三角大矢野道路
三角大矢野道路（みすみおおやのどうろ）は、熊本県宇城市三角町三角浦から同県上天草市大矢野町登立へ至る区間。無料で通行出来る。
「大矢野バイパス」として事業が進められたが、供用時に「三角大矢野道路」となった。
- 路線名：一般国道266号
- 起点：熊本県宇城市三角町三角浦（みすみIC）
- 終点：熊本県上天草市大矢野町登立（登立IC）
- 延長：3.7 km
- 構造規格：第1種第3級
- 設計速度：60 km/h
- 車線数：完成2車線
- 幅員：10.5 m
- 整備主体：熊本県

### 大矢野道路
大矢野道路（おおやのどうろ）は、熊本県上天草市大矢野町登立から同市大矢野町上へ至る区間。
- 路線名：一般国道266号
- 起点：熊本県上天草市大矢野町上（大矢野IC）
- 終点：熊本県上天草市大矢野町登立（登立IC）
- 延長：3.4 km
- 構造規格：第1種第3級
- 設計速度：80 km/h
- 車線数：完成2車線
- 幅員：12.0 m
- 整備主体：熊本県

### 松島有料道路
松島有料道路（まつしまゆうりょうどうろ）は、熊本県上天草市松島町合津から同市松島町今泉へ至る熊本県道路公社管理の一般有料道路。
- 路線名：一般国道324号
- 起点：熊本県上天草市松島町合津（合津IC）
- 終点：熊本県上天草市松島町今泉（知十IC）
- 延長：3.3 km
- 道路区分：第1種第3級
- 道路幅員：暫定10.5 m
- 車線数：完成4車線（暫定2車線）
- 設計速度：80 km/h
- 料金徴収期間：30年間

#### 通行料金
| 区分        | 料金  |
| ----------- | ----- |
| 軽自動車等  | 150円 |
| 普通車      | 200円 |
| 大型車（1） | 300円 |
| 大型車（2） | 700円 |

2023年2月28日までは、現金または回数券のみでの支払いだったが、翌日の同年3月1日より、現金・回数券に加えてETC多目的利用サービス「ETCX」とETCX利用の料金回数割引サービス「ばってん得割」・（ETCXの）障害者割引の導入が開始された。現在のところ松島有料道路にはETCXの専用レーンが設けられていない。
なお、ETCXは通常のETCと異なり料金所では一旦停止する必要があるが、機器の感知によって会員登録された車両であると料金所の係員が判断するとゲートが上がり、通行料金をその場で支払う事無く通行が可能となっているキャッシュレス決済サービスである（事前にウェブサイトにおいて会員登録が必要）。

### 松島有明道路
松島有明道路（まつしまありあけどうろ）は、熊本県上天草市松島町今泉から天草市有明町上津浦に至る区間。無料で通行出来るが、知十ICは熊本方面のみの、米の山ICは天草市中心部方面のみのハーフICのため、実際に無料で通行出来るのは、米の山IC - 上津浦ICに限られる。
- 路線名：一般国道324号
- 起点：熊本県上天草市松島町今泉（知十IC）
- 終点：熊本県天草市有明町上津浦（上津浦IC）
- 延長：10.0 km
- 道路区分：第1種第3級
- 道路幅員：暫定10.5 m
- 車線数：完成4車線（暫定2車線）
- 設計速度：80 km/h
- 整備主体：熊本県

### 本渡道路（Ⅱ期）
本渡道路（Ⅱ期）(ほんどどうろ（にき）)は、熊本県天草市志柿町から同県同市同町へ至る区間。2023年度（令和5年度）に事業化された。
- 路線名：一般国道324号
- 起点：熊本県天草市志柿町
- 終点：熊本県天草市志柿町
- 延長：2.8 km
- 整備主体：熊本県

### 本渡道路
本渡道路（ほんどどうろ）は、熊本県天草市港町から同県同市志柿町へ至る区間。2013年度（平成25年度）に事業化された。2023年（令和5年）2月25日に開通した。いずれも無料で通行可能である。
- 路線名：一般国道324号
- 起点：熊本県天草市港町（本渡港IC）
- 終点：熊本県天草市志柿町（瀬戸IC）
- 延長：1.3 km
- 構造規格：第1種第3級
- 設計速度：60 km/h
- 車線数：完成2車線
- 幅員：10.5 m
- 整備主体：熊本県

## 歴史
- 2002年（平成14年）5月17日 : 松島有料道路（合津IC - 知十IC）開通。
- 2007年（平成19年）9月8日 : 松島有明道路（知十IC - 上津浦IC）開通。
- 2013年度（平成25年度） : 本渡道路（本渡港IC - 瀬戸IC）事業化[10]。
- 2018年（平成30年）5月20日 : 三角大矢野道路（みすみIC - 登立IC）開通[11][12]。
- 2019年度（平成31年度・令和元年度） : 大矢野道路（登立IC - 大矢野IC）事業化。
- 2021年度（令和3年度） : 宇土三角道路（網田IC - みすみIC）事業化[3]。
- 2023年（令和5年）2月25日 - 本渡道路（本渡港IC - 瀬戸IC）開通[13]。
- 2023年度（令和5年度）：本渡道路（Ⅱ期）（天草市志柿町 - 天草市志柿町）事業化[9]。

## インターチェンジなど
- 全区間熊本県内に所在。
- IC番号欄の背景色が■である部分については道路が供用済みの区間を示している。
また、施設名欄の背景色が■である部分は施設が供用されていない、または完成していないことを示す。
未開通区間の名称は仮称である。

| IC番号   | 施設名           | 接続路線名                       | 起点 から (km) | 備考                   | 所在地   |
| -------- | ---------------- | -------------------------------- | -------------- | ---------------------- | -------- |
| 調査区間 |                  |                                  |                |                        |          |
| -        | 海路口IC（仮称） | 熊本県道234号天明川尻線          | (0.0)          | 事業中                 | 熊本市   |
| -        | 城塚IC（仮称）   | 国道57号                         | (3.8)          | 事業中                 | 宇土市   |
| -        | 網田IC（仮称）   | 国道57号                         | (10.5)         | 事業中                 | 宇土市   |
| -        | 郡浦IC（仮称）   |                                  | -              | 事業中                 | 宇城市   |
| -        | 波多IC（仮称）   |                                  | -              | 事業中                 | 宇城市   |
|          | みすみIC         | 国道57号                         | 0.0            |                        | 上天草市 |
|          | 登立IC           | 国道266号・国道324号（重複区間） | 3.7            |                        | 上天草市 |
|          | 大矢野IC（仮称） | 国道266号・国道324号（重複区間） | -              | 事業中                 | 上天草市 |
| 予定区間 |                  |                                  |                |                        |          |
|          | 合津IC           | 国道266号・国道324号（重複区間） | 0.0            |                        | 上天草市 |
|          | 知十IC           | 国道324号                        | 3.3            | 合津IC方面のみ出入可   | 上天草市 |
|          | 米の山IC         | 国道324号                        | 3.9            | 上津浦IC方面のみ出入可 | 上天草市 |
|          | 上津浦IC         | 国道324号                        | 13.1           |                        | 天草市   |
| 予定区間 |                  |                                  |                |                        |          |
|          | 天草市志柿町     | 国道324号                        | -              | 事業中                 | 天草市   |
|          | 瀬戸IC           | 国道324号                        | 0.0            |                        | 天草市   |
|          | 本渡港IC         | 熊本県道308号本渡港線            | 1.3            |                        | 天草市   |

## 路線状況

### 主要構造物
| 構造物名称       | 延長    | 区間                | 備考 |
| ---------------- | ------- | ------------------- | ---- |
| 緑川大橋（仮称） |         | 海路口IC - 城塚IC   |      |
| 天城橋           | 463.0 m | みすみIC - 登立IC   |      |
| 登立トンネル     | 333 m   | みすみIC - 登立IC   |      |
| 千巌大橋         |         | 合津IC - 知十IC     |      |
| 西の浦トンネル   | 274 m   | 合津IC - 知十IC     |      |
| 西目トンネル     | 335 m   | 合津IC - 知十IC     |      |
| 知十トンネル     | 447 m   | 合津IC - 知十IC     |      |
| 今泉大橋         |         | 合津IC - 知十IC     |      |
| 倉江大橋         |         | 知十IC - 米の山IC   |      |
| 米の山トンネル   | 327 m   | 米の山IC - 上津浦IC |      |
| 楠甫大橋         |         | 米の山IC - 上津浦IC |      |
| 須子トンネル     | 284 m   | 米の山IC - 上津浦IC |      |
| 有明トンネル     | 760 m   | 米の山IC - 上津浦IC |      |
| 天草未来大橋     |         | 瀬戸IC - 本渡港IC   |      |

### 車線・最高速度・料金
| 区間                | 車線 上下線=上り線+下り線 | 最高速度 | 料金 |
| ------------------- | ------------------------- | -------- | ---- |
| みすみIC - 登立IC   | 2=1+1 （完成2車線）       | 60 km/h  | 無料 |
| 合津IC - 米の山IC   | 2=1+1 （暫定2車線）       | 70 km/h  | 有料 |
| 米の山IC - 上津浦IC | 2=1+1 （暫定2車線）       | 70 km/h  | 無料 |
| 瀬戸IC - 本渡港IC   | 2=1+1 （完成2車線）       | 60 km/h  | 無料 |

### 交通量
24時間交通量（台） 道路交通センサス
| 区間                | 平成17（2005）年度 | 平成22（2010）年度 | 平成27（2015）年度 | 令和3（2021）年度 |
| ------------------- | ------------------ | ------------------ | ------------------ | ----------------- |
| みすみIC - 登立IC   | 調査当時未開通     | 調査当時未開通     | 調査当時未開通     | 12,018            |
| 合津IC - 知十IC     | 2,545              | 3,977              | 4,121              | 4,108             |
| 知十IC - 米の山IC   | 調査当時未開通     | 3,412              | 3,510              | 3,382             |
| 米の山IC - 上津浦IC | 調査当時未開通     | 7,025              | 7,571              | 7,252             |
| 瀬戸IC - 本渡港IC   | 調査当時未開通     | 調査当時未開通     | 調査当時未開通     | 調査当時未開通    |

（出典：「平成22年度道路交通センサス」・「平成27年度全国道路・街路交通情勢調査」・「令和3年度全国道路・街路交通情勢調査」（国土交通省ホームページ）より一部データを抜粋して作成）
- 令和2年度に実施予定だった交通量調査は、新型コロナウイルスの影響で延期された[14]。